# Троицкий мост (Санкт-Петербург)
Тро́ицкий мост (с 1918 по 1934 г. — мост Равенства, с 1934 по 1991 г. — Кировский мост) — автодорожный металлический разводной мост через Неву в Санкт-Петербурге. Соединяет между собой Петроградский и 1-й Адмиралтейский острова. Третий постоянный мост через Неву (после Благовещенского и Литейного), один из красивейших петербургских мостов. В 1990 году включён в список объектов культурного наследия России регионального значения, находится под охраной государства. С 2005 года раскрытый разводной пролёт моста — один из символов праздника выпускников «Алые Паруса».
Первый наплавной мост построен в 1803 году. В 1897—1903 годах по проекту французской фирмы «Батиньоль» и при участии русских инженеров сооружён постоянный металлический мост. До возведения в 1965 году моста Александра Невского он оставался самым длинным в городе (582 м). В 1965—1967 годах был перестроен разводной пролёт, в 2001—2003 годах проведена реконструкция моста.

## Расположение
Мост соединяет Суворовскую площадь перед Марсовым полем и Троицкую площадь (Петроградская сторона). За мостом начинается Каменноостровский проспект. Северную часть моста пересекает Пулковский меридиан.
Выше по течению находится Литейный мост, ниже — Дворцовый мост (через Большую Неву) и Биржевой мост (через Малую Неву).

## Название
Находившийся с 1803 года плашкоутный мост в 1804 году получил название Петербургский мост. Перестроенный в 1824—1827 годах мост предполагалось назвать Суворовским по расположенной напротив моста Суворовской площади с памятником А. В. Суворову. Однако в 1827 году мост назвали Троицким по находившейся рядом Троицкой площади и Троицкому собору (разрушенному в 1932 году). В 1891 году Дума предложила назвать строящийся постоянный мост Александро-Мариинским по случаю 25-летия со дня бракосочетания Александра III и Марии Фёдоровны, однако император повелел сохранить за мостом наименование Троицкого. В октябре 1918 года мост был переименован в мост Равенства. После гибели С. М. Кирова постановлением ЦИК СССР от 15 декабря 1934 года мост был переименован в Кировский мост. Название просуществовало до 4 октября 1991 года, после чего решением президиума Санкт-Петербургского Совета народных депутатов от 04.10.1991 № 314 «О восстановлении исторических названий городских объектов» мост снова стал называться Троицким.
В честь моста назван танкер «Троицкий мост», построенный на заводе «Адмиралтейские верфи» и спущенный на воду 25 февраля 2003 года. Он входит в серию танкеров, названных в честь известных петербургских мостов.

## История

### Плашкоутный мост
Первый мост здесь появился в 1803 году. Он находился выше по течению, соединяя Кронверкский проспект, выходивший к Неве, и Летний сад. Им стал перенесённый Воскресенский плашкоутный мост. Со стороны Петроградского острова была насыпана земляная дамба, служившая, возможно, для укорочения моста. Петербургский мост, как его тогда называли, эксплуатировался в течение двадцати лет и после пришёл в негодность. Кроме того, его замена была необходима и по архитектурным соображениям: он дисгармонировал с окружавшими его ансамблями по берегам Невы.
В 1818 году по проекту архитектора К. Росси сформировалась Суворовская площадь, ставшая архитектурным основанием начала моста.

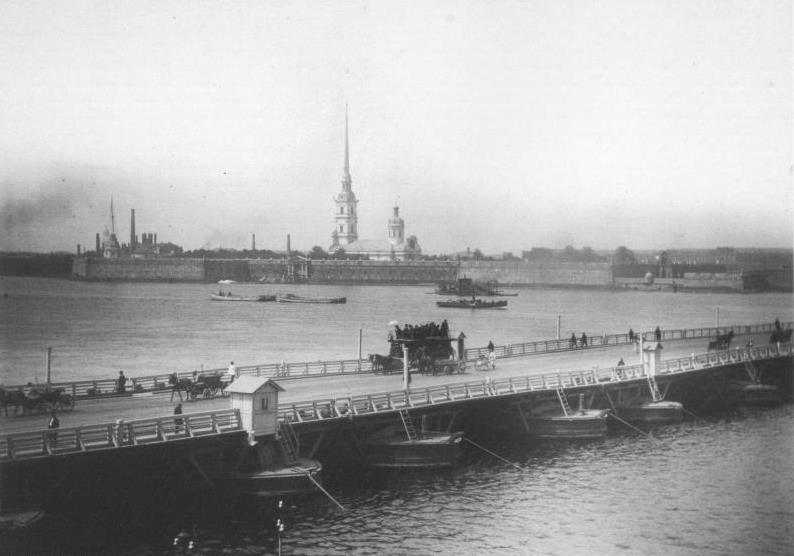
Наплавной мост, 1880-е

Перестройка моста началась в 1824 году. При сооружении каменных береговых устоев нового моста использовались гранитные блоки, заблаговременно снятые с каналов, окружавших Михайловский замок. Проекты береговых устоев были составлены инженер-майором Лебедевым. Левобережный устой был готов к 19 ноября 1824 года, а строительство правобережного устоя, спроектированного в виде глубоко вдающейся в Неву дамбы, было начато в январе следующего года. Открытие самого длинного в Санкт-Петербурге плашкоутного моста (более 500 м) состоялось в 1827 году.
По сравнению с другими плашкоутными мостами на Неве Троицкий наплавной мост был богато декорирован. Порталы, перильное ограждение, фонарные столбы были чугунные художественного литья, выполнены на заводе Берда по проектам А. П. Зуева, В. П. Лебедева, П. П. Базена. Фонарные столбы были сделаны в виде пучков пик, средние из которых были увенчаны фигурами двуглавого орла с венком. Обелиски были пирамидальные, украшены накладными деталями — овальными щитками на фоне перекрещенных мечей. Отдельные декоративные чугунные и медные элементы были покрыты сусальным золотом. Покрытие металлических предметов чёрным лаком и золочение чугунных и медных элементов производились мастерами Вольфом и Яном.
В 1876 году мост был укреплен для прокладки по нему линии конно-железной дороги. В 1886 году заменено верхнее строение, два судоходных пролёта были уширены и подняты для пропуска барок.
Мост эксплуатировался на протяжении 70 лет до начала строительства постоянного моста. Когда настало время реконструкции, береговые устои с гранитной облицовкой были разобраны, а чугунные фонарные столбы и перила как элементы высокохудожественного литья установили на вновь сооружённой набережной против Петропавловской крепости. Часть этих элементов также украшает Иоанновский мост через Кронверкский проток.

### Постоянный мост
В конце XIX века возникла потребность создать вместо плашкоутного моста постоянный. Это должно было не только упростить эксплуатацию, но и поднять статус Петербургской (Петроградской) стороны, остававшейся дальней городской окраиной. Одним из решающих доводов в пользу постоянного моста было то, что стоимость земельных участков на Петроградской стороне существенно вырастет с установлением постоянного и более удобного сообщения через Неву с центром города.
В 1879 году инженер А. Е. Струве обратился в городскую думу с предложением построить постоянный мост с использованием машин, материалов, оставшихся после завершения строительства Литейного моста. Вопрос был рассмотрен особой комиссией думы, но из-за отсутствия средств в городском бюджете решение не было принято.
Решение городской думы о постройке третьего по счёту постоянного моста через Неву было принято 9 октября 1891 года. В апреле 1892 года Дума объявила международный конкурс на проект Троицкого моста. За полгода поступило 16 проектов. Из них пять подали русские инженеры, шесть были присланы из Франции, два — из Голландии и по одному из Болгарии, Венгрии и Испании. В конкурсе не участвовали такие крупные мостостроители, как Н. А. Белелюбский, Л. Д. Проскуряков, К. Я. Михайловский, Л. Ф. Николаи и другие. На это повлияли и загруженность другими заказами, а также достаточно короткий срок, отведённый на подачу готового проекта — шесть месяцев.

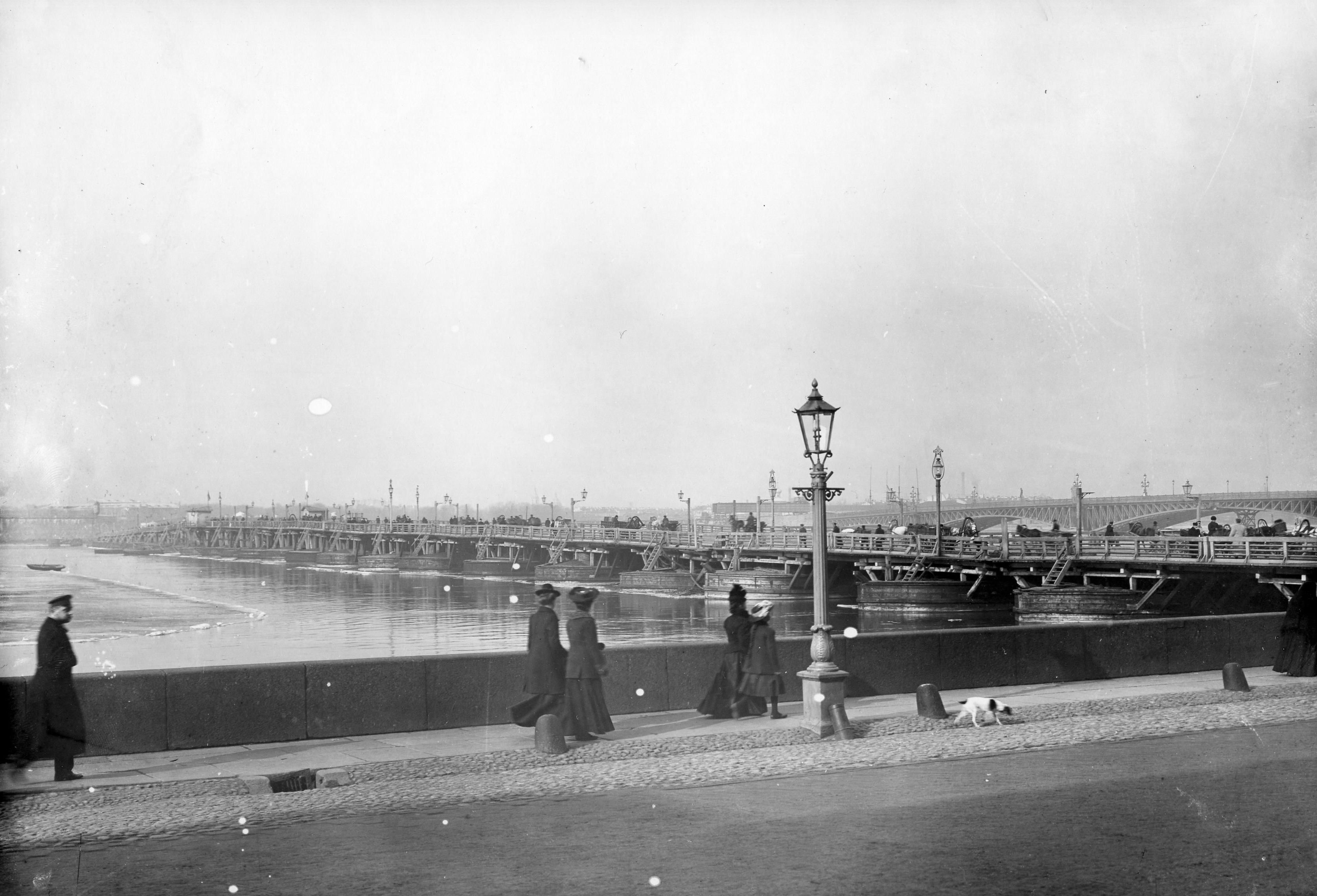
Наплавной временный мост, 1903 год

Первая премия — 6000 рублей — досталась фирме А. Г. Эйфеля за проект моста арочной системы под девизом «Минор»; вторая — 3000 рублей — русским инженерам К. Э. Лембке и Е. К. Кнорре за проект моста арочной системы с названием «Кремль»; третья — 1500 рублей — болгарскому инженеру П. Момчилову за проект моста балочной системы под девизом «Acier» («Сталь»). Кроме проектов-победителей городской управой были закуплена документация ещё для двух вариантов: один мост — раскосной в форме висячей системы того же Эйфеля под девизом «Мажор»; другой — арочной системы с ездой понизу и нестандартной схемой разводного пролёта — проект, разработанный французским обществом «Кайль».
Согласно условиям конкурса, Дума могла использовать любой из этих пяти проектов: после выплаты денежных вознаграждений они стали её собственностью.
Однако с выбором окончательного проекта и началом строительства не спешили, так как вне конкурса был представлен проект французской фирмы «Батиньоль», не допущенной по формальным причинам. Конкурсная комиссия отметила его как «весьма удачный», ибо «в силу особой конструкции трёхшарнирных арок с консолями» он позволял заметно снизить расход металла.
Вопрос о том, какой проект выбрать и с кем заключить контракт на строительство, долго обсуждался в Думе. Высказывались мнения, чтобы комиссия «выработала самостоятельный проект русскими силами и воздвигла бы его под наблюдением русских же инженеров, русскими рабочими и из русских материалов».
Поскольку фирма «Батиньоль» хорошо зарекомендовала себя постройкой красивых и экономичных мостов, а к тому же располагала эксклюзивным правом на использование «конструкции трёхшарнирных арок с консолями» (в январе 1893 года фирма получила «привилегию» на использование конструкции её системы в России сроком на 10 лет), через несколько лет, в 1896 году Дума объявила второй конкурс. Помимо фирмы «Батиньоль» проекты моста представили ещё два автора, в том числе одна французская фирма. На заседании Городской думы 5—7 февраля 1897 года было решено поручить фирме «Батиньоль» строительство моста по её проекту за сумму 5 млн. 200 тыс. рублей. Специальный пункт контракта предусматривал, что мост должен был быть построен из русских материалов и русскими рабочими. Проект был утверждён Николаем II 5 июня 1897 года.
В разработке окончательного проекта и в строительстве моста активно участвовали многие петербургские инженеры и архитекторы.
В исполнительную комиссию по строительству моста (под председательством генерал-лейтенанта А. И. Глуховского), избранную Городской думой в мае 1898 года, вошли инженеры Ф. Г. Зброжек, Л. Ф. Николаи, Н. Б. Богуславский, А. П. Веретенников и другие.
Петербургская Академия художеств приняла активное участие в проектировании Троицкого моста, создав особую комиссию, которая наблюдала за разработкой проекта и его осуществлением. В неё вошли такие видные зодчие, как Л. Н. Бенуа, А. Н. Померанцев, Р. А. Гёдике, Г. И. Котов и другие. Комиссия Академии внесла немало существенных корректив в архитектурное оформление моста, проектируемое французскими архитекторами В. Шабролем (фр. Vincent Chabrol) и Р. Патульяром (фр. René Patouillard). В частности, она забраковала декоративные гранитные стенки, намеченные было на быках и явно противоречившие и самой конструкции моста, и его общему абрису.

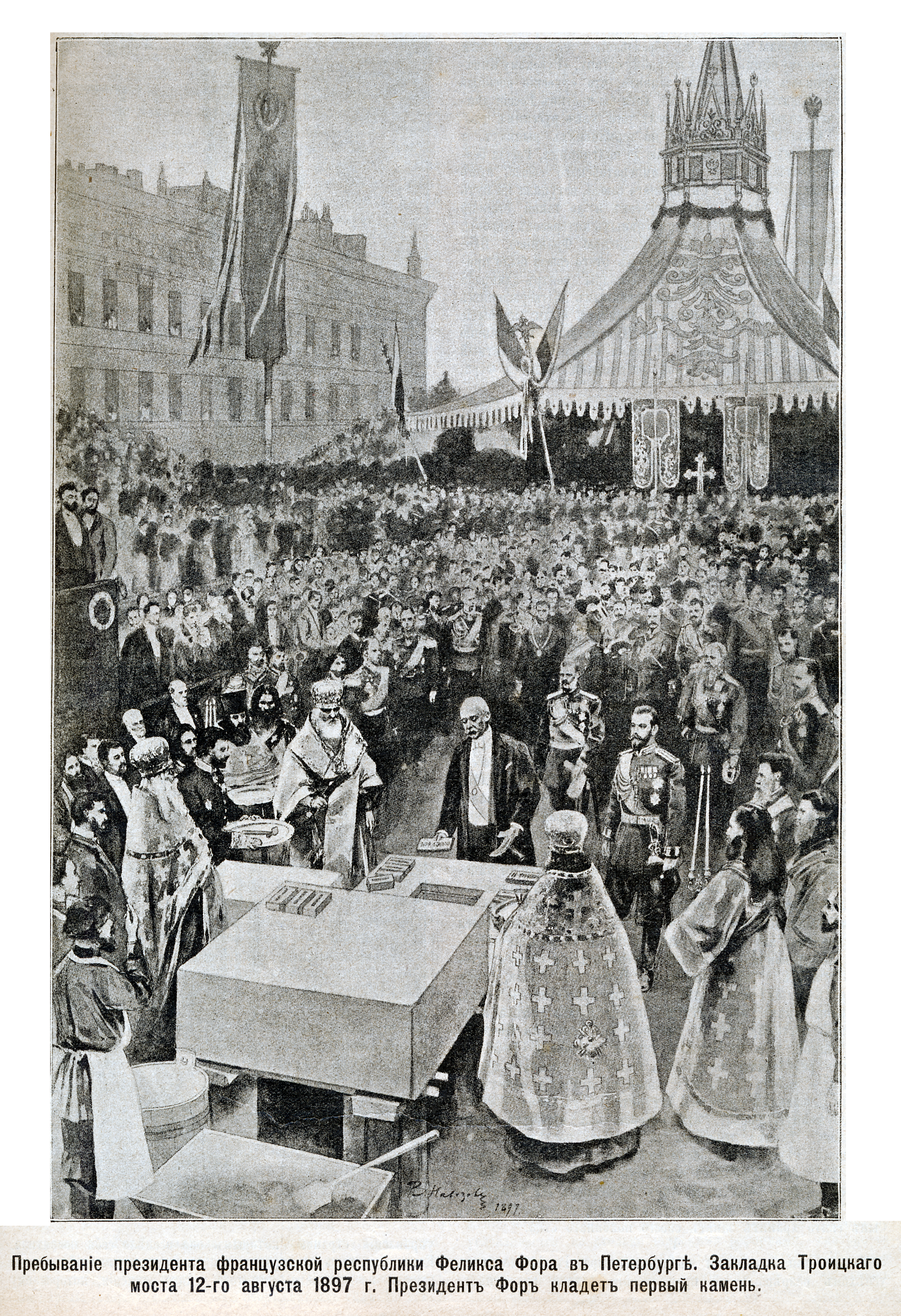
Церемония закладки Троицкого моста, 12 августа 1897 года

Мост был заложен 12 августа 1897 года, на торжественной церемонии присутствовали император Николай II и президент Французской республики Феликс Фор. Визит французского президента носил ответный характер: в октябре 1896 года Николай II присутствовал при закладке моста Александра III в Париже. Церемония закладки проводилась на Суворовской площади. В четырёх метрах от края набережной был положен большой гранитный монолит — первый камень основания будущего моста. Рядом был сооружён царский шатёр, выполненный в русском стиле архитектором Л. Н. Бенуа. Император, члены царской семьи и французский президент положили в основание моста по золотой монете. После этого президент, а затем император положили в основание закладные доски.
Текст закладной доски:

«Во имя Отца и Сына и Святого Духа, Аминь.

1897 года, в третье лето благополучного царствования Государя Императора Николая II, августа 12 дня, в присутствии Их Императорских Величеств, Президента Французской республики Феликса Фора, Членов Императорской семьи, Представителей иностранных Государств, представителей правительственных Учреждений и городского общественного управления, в бытность Министром Внутренних дел И. А. Горемыкина, Градоначальником Н. В. Клейгельса, Городским Головою В. А. Ратькова-Рожнова, Председателями подготовительных комиссий: П. П. Дурново и Ф. И. Жербина, положено основание сооружаемого через реку Неву постоянного моста в память 25-ти летия бракосочетания в Бозе почившего Государя Императора Александра III и Государыни Императрицы Марии Федоровны.

Мост сооружается на средства города французским строительным Обществом „Батиньоль“ по проекту, им же составленному, под руководством гг. Фуке, Гальяра и Гуэна, администраторов общества, из русских материалов и русскими рабочими людьми.»

Чтобы освободить место для сооружения постоянного моста, наплавной мост передвинули ниже по течению и поставили против Мраморного переулка. Противоположный конец моста подходил к Заячьему острову. Ров между восточными бастионами Петропавловской крепости и Иоанновским равелином был засыпан, соединявшие их низкие стены (палисады) на время разобрали и на их месте проложили проезд, который вёл к построенному тогда же временному деревянному мосту через Кронверкский проток.
Первоначально предполагалось просто перевести Петербургский (Троицкий) мост ниже по течению, но когда оказалось, что он требует ремонта, то были использованы только прежние плашкоуты, все остальные части старого моста были заменены новыми. На производство работ по перестановке моста и на капитальный ремонт, по постановлению городской Думы, было выделено 140 тыс. руб., работы выполняло Общество конно-железных дорог. Временная переправа была открыта для движения 21 января 1893 года и просуществовала почти 10 лет, пока не был закончен металлический Троицкий мост.
26 мая 1898 года после торжественного молебна началось опускание первого кессона под промежуточную опору № 4.

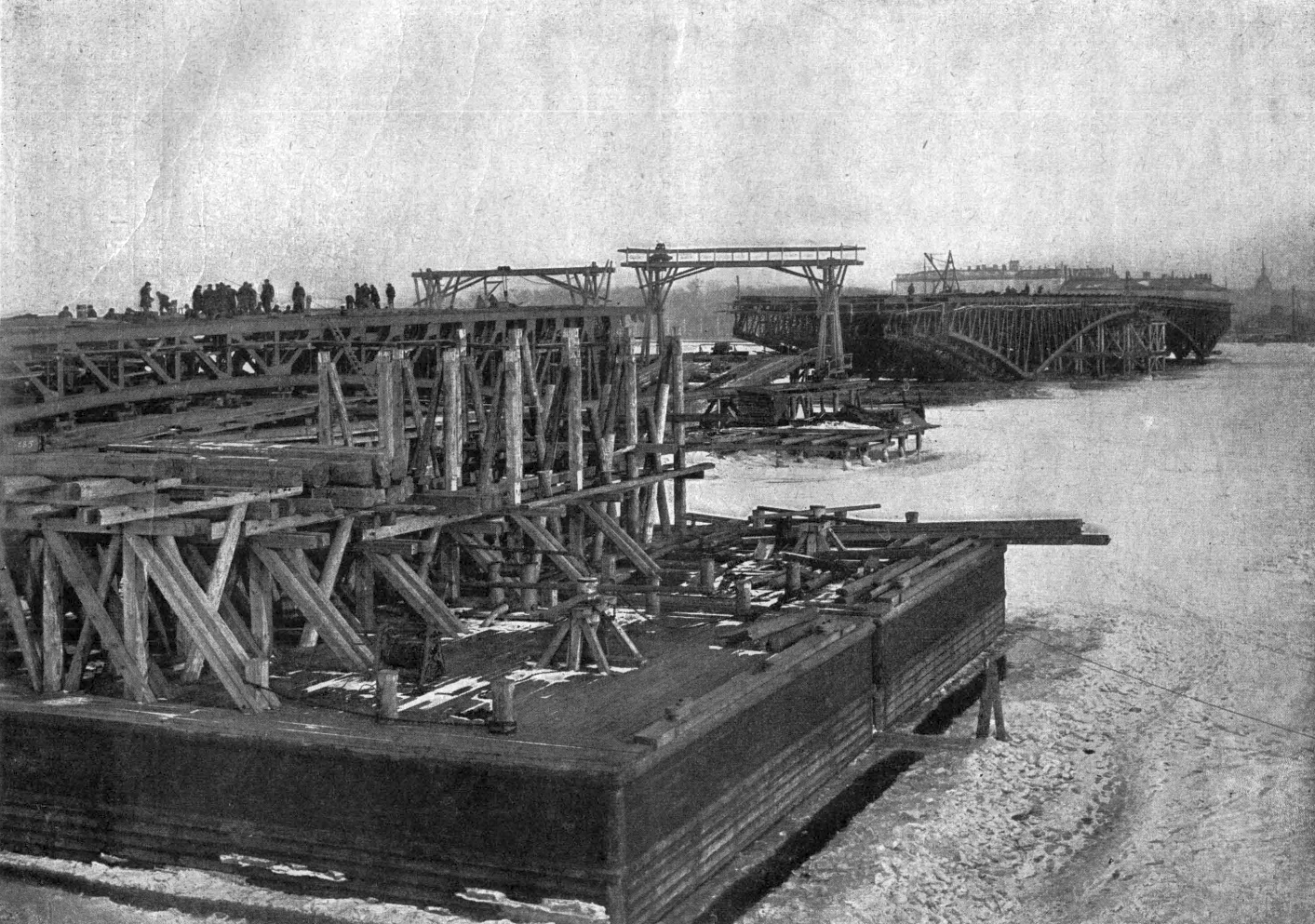
Строительство Троицкого моста. Положение работ на начало апреля 1901 года

В 1899 году, через два года после начала строительства, был поднят вопрос о замене длинной земляной дамбы со стороны правого берега сооружением иного типа. К весне 1900 года инженером Г. Г. Кривошеиным были разработаны четыре варианта эстакады: два в виде каменных арок и два в виде решётчатых металлических ферм. После длительных дискуссий к осуществлению был принят проект гранитной эстакады, одобренный Академией художеств.
По предложению Академии художеств перед въездом на мост были установлены гранитные обелиски. Расход на их сооружение (около 25 тыс. руб.) взяло на себя городское управление.
Одновременно со строительством моста сооружались гранитные набережные на правом берегу Невы, соединившие три моста — Иоанновский, Троицкий и Сампсониевский — общей протяжённостью около 1100 м, с лестницами, спусками к воде и пристанями для лодок и судов.
Строителями моста являлись инженеры А. Флоше и И. А. Ландау, Е. Бонневе, Л. Де Лонги, М. Бернар, С. И. Смирнов, В. П. Волков и Е. Д. Герценштейн. Работы по сооружению дамбы, съезда с неё и Троицкой набережной были сданы с торгов инженеру путей сообщения А. А. Симонову, которым были выполнены лишь основания быков, устоя и набережных. С 6 июля 1902 года дальнейшие работы по возведению сводов дамбы, съезда с неё и Троицкой набережной перешли с торгов инженер-механику Е. К. Кнорре.
Представителем фирмы «Батиньоль» в России стал один из авторов проекта, инженер И. А. Ландау (фр. Jean-Jaques Landau), консультантом по техническим вопросам — профессор Н. А. Белелюбский. В инспекцию технического надзора входили инженеры-мостостроители В. А. Берс, Г. Г. Кривошеин и А. П. Пшеницкий.
Металл верхнего пролётного строения изготавливался на заводах Гута Банкова в Польше, Рижском сталелитейном заводе, заводе Вигандта в Ревеле и на петербургских Франко-Русском, Гвоздильном, Железопрокатном, Бельгийском болтовом, Невском судостроительном и механическом, были привлечены также Путиловский, Брянский, Московский (для электрических механизмов поворотного моста). Сборка ферм производилась в мастерских фирмы «Батиньоль», расположенных в Волынкиной деревне, и на Петербургском металлическом заводе; опорные части отливались на Донецком сталелитейном заводе близ Екатеринослава. Литьё решёток перильного ограждения выполнялось на петербургской фабрике Ф. К. Сан-Галли, картушей и фонарных канделябров — заводом Вигандта в Ревеле, бронзовых украшений и фонарей обелисков — петербургским заводом Морана. Для подводных частей опор и наружной облицовки устоев и промежуточных опор использовался красный пютерлакский и серый сердобольский гранит. Обелиски выполнены из тёмно-красного тёсаного и отчасти полированного гангеудского гранита.

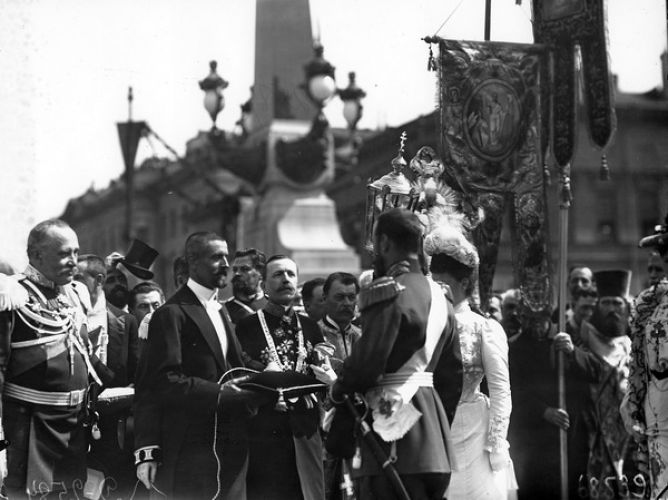
Петербургский городской голова П. И. Лелянов подносит императору Николаю II на красной бархатной подушке кнопку, соединенную электрическим проводом с разводным механизмом Троицкого моста в день его открытия, 16 мая 1903 года

В соответствии с условиями контракта, строительство моста должно было закончиться в 1901 году. Однако фирма в обусловленные сроки не уложилась и выплатила городской казне 150 тыс. рублей штрафа. Итоговая стоимость моста составила 6,1 млн руб., в том числе 5,2 млн. — железная часть моста, 800 тыс. — каменная дамба. Стоимость съезда и Троицкой набережной — 400 тыс., гранитных набережных Большой Невы и Большой Невки до Сампсониевского моста — 1,5 млн руб.
В конце марта 1903 года, на время ледохода, по мосту было открыто пешеходное движение.
В январе—марте 1903 года были проведены статические испытания: на мост укладывались рельсы, по ширине моста равномерно размещалось 290 штук. Динамические испытания прошли 22 апреля 1903 года. Для этого через мост от Суворовской площади к Троицкой дважды одновременно пустили вскачь два пожарных обоза. Каждый обоз занимал по длине моста около 100 м.
Торжественное открытие моста было приурочено к празднованию двухсотлетия Петербурга. 16 мая 1903 года мост был открыт в торжественной обстановке в присутствии Николая II и членов императорской фамилии. В программе мероприятий были орудийный салют и крестный ход. Кроме того, состоялся первый торжественный развод моста: Николай II, нажав на электрическую кнопку, привёл в действие огромные электромоторы разводного пролёта моста. После этого вдовствующая императрица Мария Фёдоровна серебряными ножницами разрезала ленту из русских национальных цветов, затем императрица Александра Фёдоровна разрезала другую ленту, и вход на мост был открыт.
По окончании этой процедуры царская чета, в предшествии духовенства со святой водой, вступили на мост. На той стороне процессию ждал украшенный павильон с бюстом императора Александра III. Здесь городской голова преподнес императору и императрице золотые юбилейные медали в память освящения Троицкого моста и альбом с фотографическими изображениями работ по его постройке. На лицевой стороне медали были изображения в профиль императоров Александра III и Николая II, а между ними — императрицы Марии Фёдоровны. На обратной стороне — в центре: Троицкий мост и часть набережной; сверху надпись: Троицкий мост через р. Неву сооружён в память 25-летия бракосочетания императора Александра III и императрицы Марии Фёдоровны; внизу: заложен — 1897 г., окончен — 1903 г.
17 мая 1903 года по мосту началось движение городского транспорта: экипажей и вагонов конно-железной дороги. В декабре 1908 года по мосту началось движение трамваев (взамен конки).
В 1936 году по постановлению Ленгорисполкома с промежуточных опор были сняты бронзовые короны, а с обелисков и пьедесталов канделябров — царские вензеля. Двуглавые орлы на вершинах обелисков были заменены на пятиконечные звёзды. В 1937 году проезжая часть моста была расширена за счёт тротуаров, а на стационарных пролётах торцовая мостовая была заменена асфальтобетонным покрытием.
Существует легенда, что именно под Троицким мостом Валерий Чкалов осуществил свой пролёт. Никаких документальных подтверждений этому нет, хотя в интервью, которое его жена давала много лет спустя газете «Смена», она говорит о том, что такой случай имел место. Повторение этого полёта было осуществлено в 1940 году лётчиком Евгением Борисенко для фильма «Валерий Чкалов». Полёт совершался дважды — 22 и 24 октября, так как в первый раз плёнка оказалась испорченной.
В 1942 году в пролёт моста попала немецкая авиабомба, рядом с мостом упал немецкий «Мессершмитт».
За свою историю мост дважды реконструировался: в 1965—1967 годах (замена разводного пролёта) и в 2001—2003 годах (ремонт металлоконструкций пролётного строения).

### Реконструкция моста в 1965—1967 годах

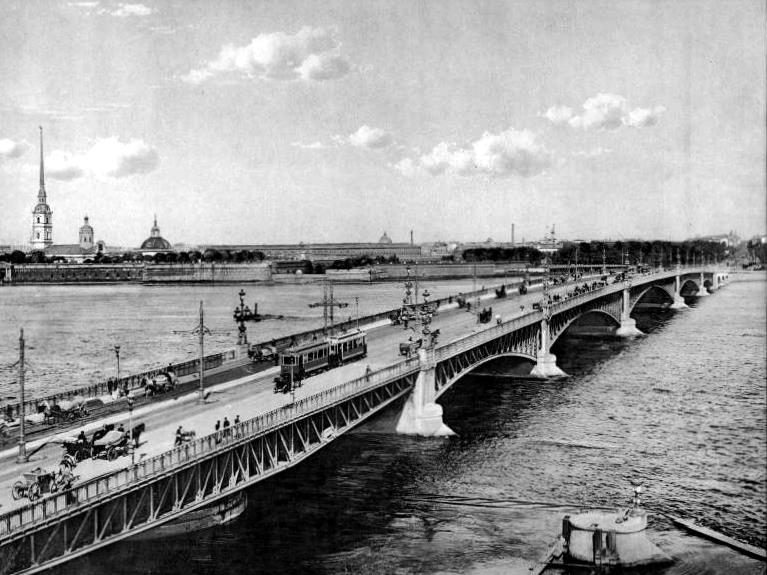
Троицкий мост в начале XX века (на первом плане виден разводной пролёт и гранитный ледорез с фонарём)

В 1964 году, в связи с обновлением Волго-Балтийского пути, возникла потребность в модернизации моста. Ширина разводного пролёта (22,8 м) ограничивала свободу судоходства в новых условиях. Проектное задание, составленное в проектном институте Ленгипротрансмост, предусматривало реконструкцию только левобережной его части со значительным увеличением судоходного габарита. Пять постоянных пролётов и трёхпролётная правобережная эстакада оставались без изменений.
Авторами проекта инженерами Г. М. Степановым, К. П. Клочковым и архитектором Ю. И. Синицей в результате анализа семи вариантов схемы разводного пролёта был принят однокрылый пролёт раскрывающейся системы; он оказался не только более экономичным, но и наиболее уместным по архитектурным соображениям.
Работы по реконструкции моста начались в конце 1965 года. Чтобы не прерывать движение по мосту, возле старой разводной части был сооружён временный разводной мост-обход. Балки разводного пролёта временного моста были установлены на катки, по которым они отъезжали в сторону во время разводки моста. Пролётные строения объездного моста — металлические цельносварные балки со сплошной стенкой. Все опоры моста были на высоком свайном ростверке с применением унифицированных свай-оболочек. Величина разводного пролёта в свету была 25 м.
Полной перестройке подвергся левобережный устой моста. Вместо двухрукавного поворотного разводного пролёта были сооружены, с левого берега — постоянный пролёт, перекрытый железобетонным пролётным строением балочно-разрезной системы и новый однокрылый разводной пролёт, раскрывающейся системы с гидроприводом. С фасадов железобетонные балки левобережного постоянного пролёта имеют арочное очертание, облицованы гранитом.
Въезды на мост стали более плавными. Были расширены тротуары, вымощенные гранитными плитами. Вдоль парапетов устоя сооружены гранитные скамьи. По обеим сторонам вновь установлены гранитные обелиски с рострами и фонарями. Вместо узких лестниц построены новые монументальные спуски с гранитными площадками у воды. После реконструкции разводного пролёта архитектурная композиция сооружения приобрела ещё большую цельность и законченность.
Работы по реконструкции разводного пролёта моста осуществляло СУ-1 треста «Ленмостострой» под руководством инженеров Л. С. Корнеева и Б. Б. Тульчина. Технический надзор вёл инспектор дирекции Д. В. Снятовский и Г. Ф. Шишилов, при участии главного инженера дирекции В. А. Тюхтина.
Для испытаний разводного пролёта использовались танки. Всего в испытании принимало участие 6 боевых машин, общая нагрузка на пролётное строение составила 270 т.
5 ноября 1967 года мост был торжественно открыт после реконструкции. Открытие было приурочено к 50-летней годовщине Октябрьской революции. Мост развели, чтобы провести под его крылом крейсер «Аврора». Отбуксированный на историческое место у моста Лейтенанта Шмидта, корабль символически повторил свой выстрел 1917 года.
В 1977 году произведён капитальный ремонт проезжей части по проекту инженера Ленгипроинжпроекта Б. Б. Левина, сделана гидроизоляция проезжей части и тротуаров. Установлен гранитный поребрик высотой 50 см. В 1978—1979 годах силами треста «Ленмостострой» выполнен ремонт капитальный ремонт фасадной фермы моста.

### Реконструкция моста в 2001—2003 годах

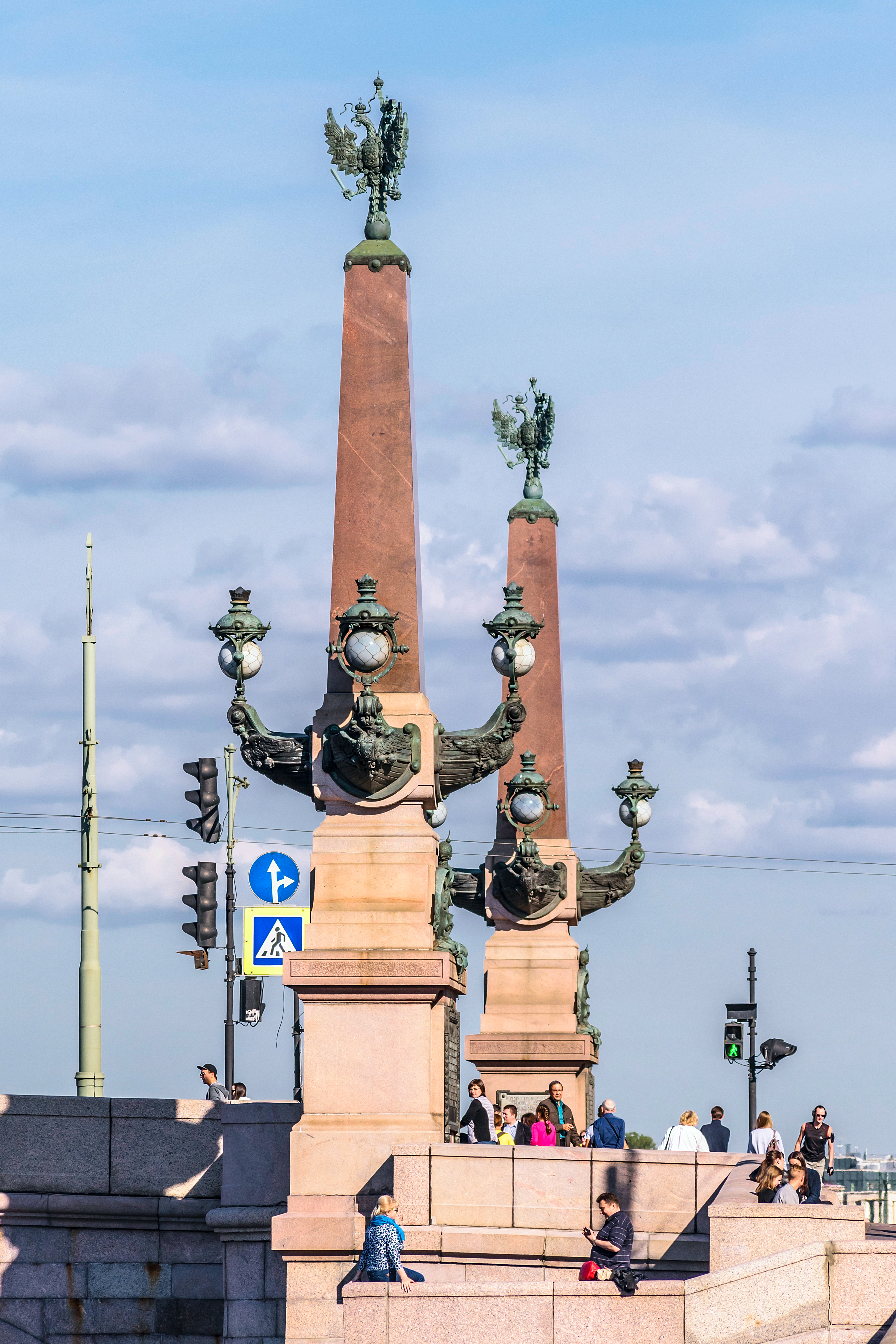
Ростральные обелиски Троицкого моста

В период с 1997 по 1999 год сотрудниками СПб ГУП «Мостотрест» были проведены работы по обследованию Троицкого моста. По результатам обследования состояние моста было признано крайне неудовлетворительным. Элементы ферм имели ослабление сечений, несущая способность моста снизилась и не отвечала возросшим за последние годы транспортным нагрузкам. Было принято решение о закрытии моста на реконструкцию.
Заказчик работ — ГУ «Дирекция транспортного строительства» (СПБ ГУ ДТС), генподрядчик — ЗАО «Пилон», генеральный проектировщик — ЗАО «Институт „Стройпроект“». Руководителем проекта реконструкции моста была Т. Ю. Кузнецова, главным инженером по металлоконструкциям — Ю. Ю. Крылов, автором архитектурных разделов проекта — архитектор О. А. Кузеванов.
2 октября 2001 года было закрыто трамвайное движение по мосту. 9 октября было закрыто движение транспорта по верховой стороне. Сохранялось только движение по мосту специального и общественного транспорта.
Работы по реконструкции моста проводились в три этапа. На первом этапе, с октября 2001 года по февраль 2002 года, производились разборка покрытия проезжей части, ремонт конструкций и механизмов разводного пролёта, снятие трамвайных путей, а также реставрационные работы.
20 февраля мост был полностью закрыт для движения транспорта.
Второй этап реконструкции, длившийся с февраля по ноябрь 2002 года, предусматривал работы по ремонту левобережной эстакады моста, ремонту разводного пролёта, устройству нового дорожного покрытия и трамвайных путей. На третьем этапе реконструкции производились реставрационные работы и работы по устройству художественной подсветки.
Конструкции для новых разводных механизмов были изготовлены на ЛМЗ, Кировском и Балтийском заводах. 2 апреля 2002 года состоялась пробная разводка нового разводного пролётного строения. 16 ноября 2002 года по мосту было открыто рабочее движение.
В ходе капитального ремонта была полностью заменена проезжая часть моста и выполнен ремонт металлоконструкций лоткового железа. Произведено восстановление всей архитектурной части моста, перил, опор освещения, центральных опор контактной сети, обелисков. Воссозданы и отреставрированы утраченные элементы декора моста: трёхсторонние двуглавые орлы, короны, монограммы, перильное ограждение.
Выполнена полная окраска моста, модернизация и замена механизмов разводного пролёта, восстановление гранитной облицовки. На сооружении заменены все деформационные швы и опорные части, уложен литой асфальтобетон, выполнена замена левобережного железобетонного пролётного строения на металлическое. Для сохранения исторического облика сооружения изготовлено и установлено 13 тонн высокопрочных болтов с полукруглой головкой (на видимых плоскостях моста).
Реконструкция включала внедрение системы автоматизированного контроля и управления разводкой Троицкого моста. В процессе реконструкции было произведено проектирование и замена всего электропривода гидравлической системы моста.
В составе проекта по реконструкции были разработаны разноуровневые развязки при въездах на мост: путепроводная развязка на Петроградской стороне и тоннель при съезде на Дворцовую набережную. Однако проект не был осуществлён.
29 мая 2003 года, в дни празднования 300-летия Санкт-Петербурга, мост был открыт после реконструкции. На торжественной церемонии присутствовал губернатор города В. А. Яковлев. Кульминацией церемонии явилось включение художественной подсветки и разводка моста.
В 2005 году произошло сразу 4 столкновения судов с опорами моста.
17 мая два танкера («Волго-Нефть-218» и «Волго-Нефть-205») при прохождении Троицкого моста совершили навал на опору разводного пролёта и получили пробоины.
1 июня при буксировке аварийного теплохода «Волго Дон-99» буксировщиком «ОТА-2132» теплоход «Волго-Дон-99» правым бортом прошел вдоль устоя Троицкого моста, касаясь его всем корпусом. В результате поврежден корпус теплохода ниже ватерлинии в 1-м и 4-м трюмах с поступлением воды внутрь судна. У опоры моста была оторвана металлическая обшивка кессона, защищавшая подводную часть опоры от воздействия воды.
30 июля судно «Иркутск ГЭС», проходя вниз по течению, совершило навал на опору моста, получив повреждение носовой части. Танкер, перевозивший более 3 тысяч тонн нефти, был с двойным бортом. При аварии у судна был пробит только один борт, поэтому нефть не вылилась в Неву, а судоходство не прекращалось.

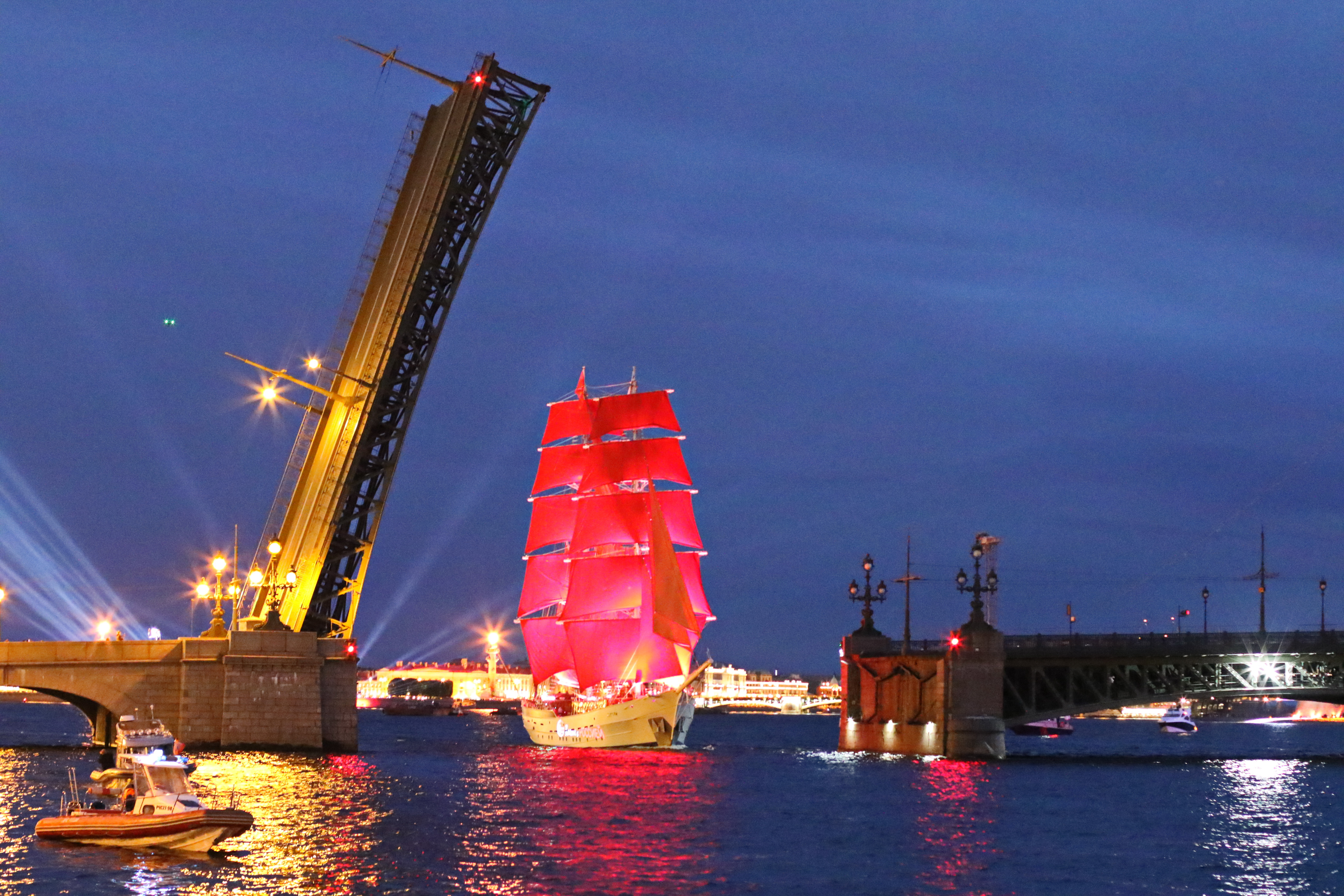
Троицкий мост во время праздника «Алые Паруса», 2019 год

В октябре 2016 года на мосту было возобновлено трамвайное движение, прекращённое в 2006 году.
В ночь с 31 мая на 1 июня 2008 года в рамках проекта «Мульти-Мост» международного фестиваля анимационных искусств «Мультивидение» на разведённом пролёте Троицкого моста были показаны мультфильмы и короткометражная анимация. В ночь с 19 на 20 июля 2013 года состоялся «Мульти-Мост Санкт-Петербург — Амстердам» — кульминация международного арт-форума graFFFest. На крыле разведённого Троицкого моста и одновременно с этим у Магере-Брюг в Амстердаме были показаны короткометражные анимационные фильмы.
В ночь с 29 на 30 августа 2015 года прошёл проект «Мульти-Мост СТС», во время которого на крыле моста были показаны мультипликационные ленты фестиваля «Мультивидение» на тему «О городах и горожанах».
Троицкий мост — единственный в Петербурге мост, который разводится во время праздника выпускников «Алые Паруса». С 2005 года через разводной пролёт моста проходит парусник, главный символ праздника.

## Конструкция

### Общие сведения
Мост десятипролётный. Размеры отверстий моста (в порядке от левого берега): 11,4 + 43 + 53,3 + 76,4 + 96,4 + 76,4 + 53,3 + 22 + 20 + 18 м. Длина моста 582 м, ширина моста между перилами 23,6 м, из них ширина проезжей части 19,0 м и два тротуара по 2,3 м.
Особенно интересно и оригинально сконструирована средняя пятипролётная часть моста. Внешне пролётные строения моста напоминают арочные сквозные фермы, но в действительности они представляют собой сочетание двух других типов конструкций — консольно-арочных и консольно-балочных ферм. Схема моста — внешне статически определимая.

Схема конструкции постоянных пролётов моста.
Пролёты A, E — консольно-балочные фермы; пролёты B, D — фермы-подвески; пролёт С — консольно-арочная ферма

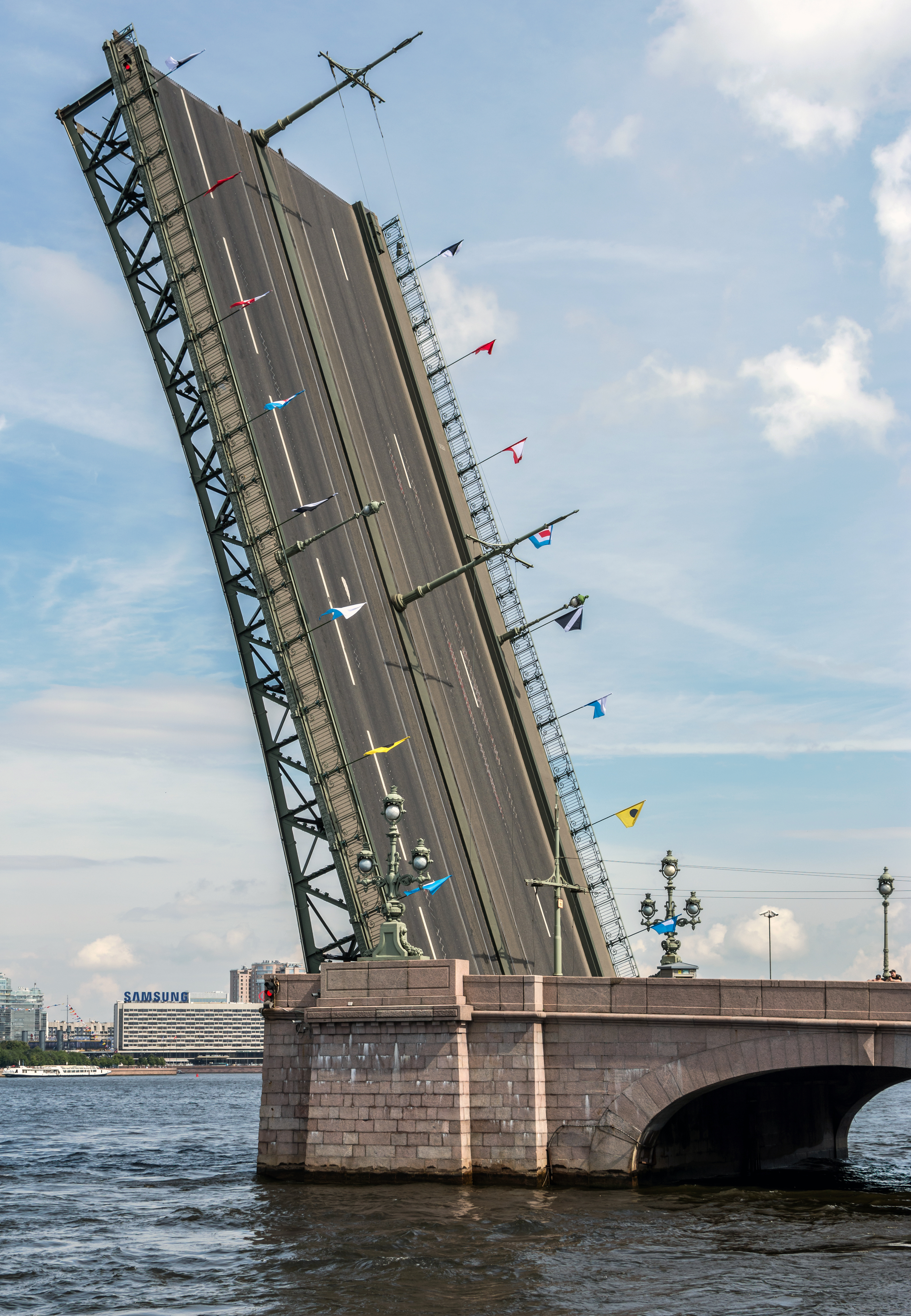
Раскрытый разводной пролёт моста

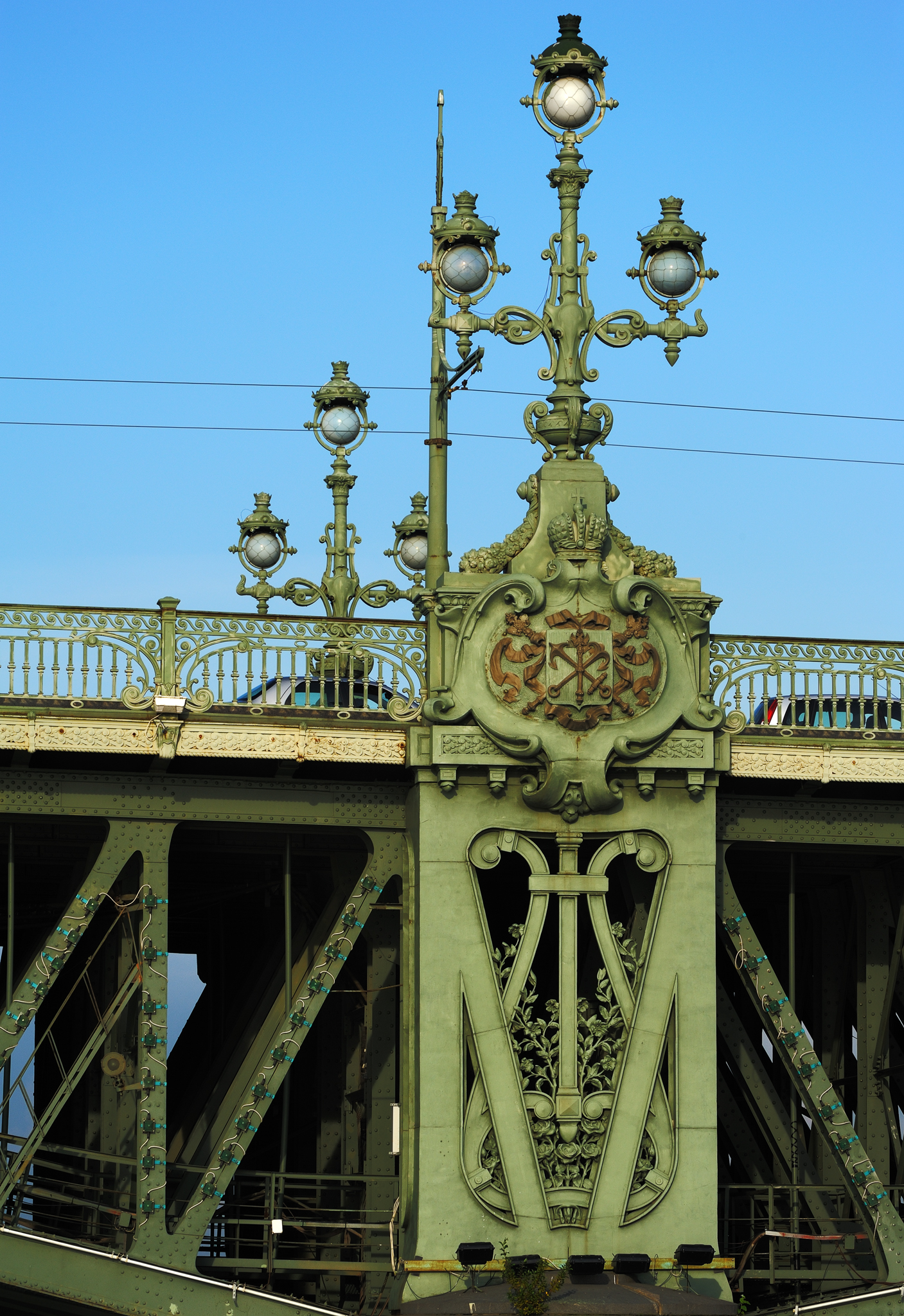
Решетки и фонари моста оформили в стиле модерн французские архитекторы Р. Патульяр и В. Шаброль

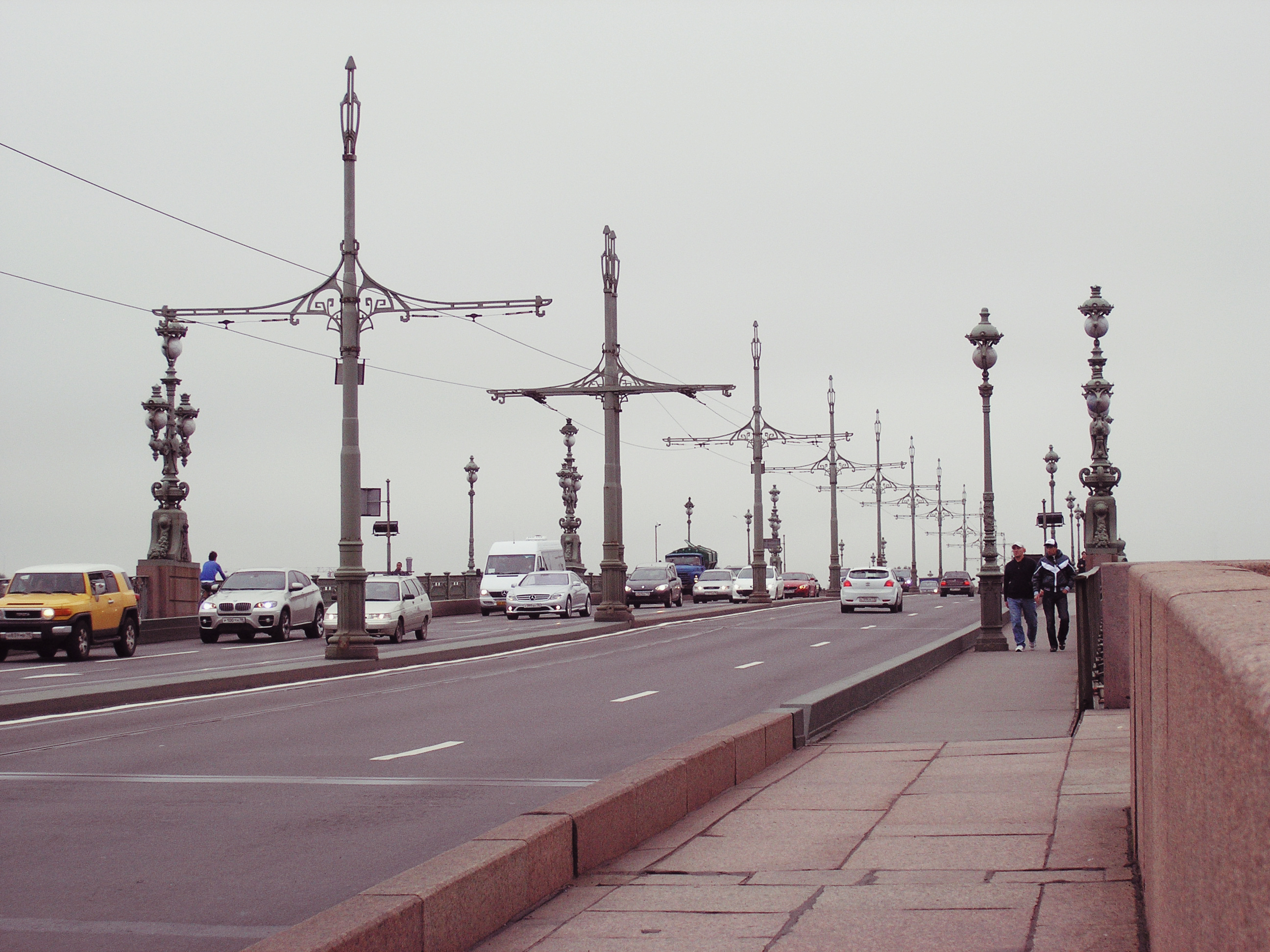
Проезжая часть моста

Средний, самый большой пролёт (96 м) перекрыт трёхшарнирными арочными клёпаными решётчатыми фермами с консолями, выступающими в противоположные стороны за пределы среднего пролёта. Эти консоли своим весом уравновешивают боковое давление (распор), и поэтому опоры Троицкого моста удалось сделать сравнительно тонкими и невысоко поднимающимися над водой.
Боковые пролёты средней (пятипролётной) части моста представляют собой фермы консольно-балочной системы: крайние (самые короткие) пролёты перекрыты фермами, которые продолжаются в соседние пролёты в виде консолей. Эти консоли облегчают силы, действующие в средней части ферм боковых пролётов, что, в свою очередь, позволило уменьшить в этих местах высоту ферм. Пролётные строения, примыкающие справа и слева к центральному пролёту моста, сконструированы следующим образом: с одной стороны в них входят консоли средней консольно-арочной фермы, с другой — консоли боковых консольно-балочных ферм, а на концы консолей положены фермы подвески.
Разводной пролёт расположен у левого берега. Первоначально представлял собой двукрылую симметричную поворотную систему с дополнительной опорой в русле реки для разводного пролётного строения в период разводки. Пролётное строение представляло собой двухконсольную, уравновешенную металлическую ферму, вращающуюся вокруг вертикальной оси, расположенной на цилиндрической опоре. В закрытом подклиненном состоянии представляло собой неразрезную двухпролётную балку с отверстием в свету 26,8 и 27,3 м.
Разводка производилась с помощью электромеханического или ручного привода. При разводке моста пролётное строение вращалось в горизонтальной плоскости на вертикальной оси по кругу катания на роликах и образовывало два судоходных отверстия шириной по 22,8 м каждое.
Существующий разводной пролёт перекрыт однокрылым металлическим цельносварным пролётным строением раскрывающейся системы с неподвижной осью вращения и жестко прикреплённым противовесом.
Максимальный проектный угол раскрытия крыла — 72º. В поперечном сечении пролётное строение состоит из четырёх главных ферм раскосной системы с нисходящими раскосами и криволинейным нижним поясом, нижние и верхние пояса — таврового сечения. В пределах длины крыла главные фермы связаны между поперечными балками, продольными и поперечными связями. Расстояние между осями ферм 8 + 4 + 8 м. Отверстие разводного пролёта в свету — 43,2 м. Роль верхнего пояса в пролётном строении выполняет ортотропная плита. Высота ферм на опоре равна 4,2 м.
Противовес состоит из двух симметрично расположенных ящиков, наполненных передельным чугуном. Пролёт раскрывается с помощью четырёх гидроцилиндров, находящихся между средними и крайними фермами.
Правый берег с металлической частью моста соединяет трёхпролётная каменная аркада длиной 79,88 м. Аркада представляет собой бесшарнирные каменные своды с отверстиями в свету 22,0 + 20,0 + 18,0 м, облицованными гранитом на свайном основании.
Левобережный стационарный пролёт (отверстие в свету 11,4 м) перекрыт сталежелезобетонным пролётным строением. По краям с верховой и низовой стороны пролётное строение обрамляют железобетонные балки — фальшарки коробчатого сечения. Балки имеют криволинейное очертание нижнего пояса, имитируя арочное каменное пролётное строение, фасадная поверхность облицована гранитными плитами, что придаёт крайнему пролёту внешний вид, характерный для каменного моста.
Левобережный устой — массивный, из монолитного бутобетона, на свайном основании, облицован гранитом. Правобережный устой — массивный, из монолитного бутобетона, сооружён на кессонном основании, облицован гранитом. Все промежуточные опоры сооружены на кессонном основании, облицованы гранитом.
Малые архитектурные формы моста (перила, канделябры, обелиски) выдержаны в декоративных формах стиля модерн. Излюбленными декоративными мотивами модерна были мягко изгибающиеся линии, прихотливо сочетающиеся с изображениями цветов, растений, животных, женских масок. Эти особенности модерна проявились в рисунке решёток и особенно фонарей Троицкого моста.
На постоянных пролётах установлено чугунное перильное ограждение индивидуального художественного литья, на разводном пролёте — металлические решетки. Центральная точка моста отмечена тем, что узоры решетки меняют наклон. На левобережном пролёте и каменной аркаде перильное ограждение завершается гранитными парапетами и обелисками со стороны Суворовской площади. Для освещения на мосту установлено 16 больших канделябров (с тремя плафонами) и 24 малых канделябра (с одним плафоном). На разделительной полосе установлен 21 столб контактной сети.
При въезде на мост со стороны Марсова поля установлены две ростральные колонны-обелиски. Пьедесталы колонн выполнены из розового гранита чистой тёски, обелиски — из красного полированного гранита. Обелиски украшены рострами кораблей из патинированной бронзы, поддерживающими круглые светильники. Завершают обелиски фигуры двуглавых орлов с распростёртыми крыльями. Ростры кораблей выполнены по моделям эстонского скульптора А. Адамсона.
Пьедесталы украшены мемориальными досками, посвящёнными участникам строительства моста и другим событиям, связанным с закладкой и окончанием сооружения моста.
Мост предназначен для движения автотранспорта, трамваев и пешеходов. Проезжая часть моста включает в себя 4 полосы для движения автотранспорта (по две в каждом направлении) и 2 трамвайных пути. Покрытие на проезжей части моста на разводном и постоянных пролётах — литой асфальт. Покрытие тротуаров — гранитные плиты, на разводном пролёте — литой асфальт по ортотропной плите. Тротуар отделён от проезжей части гранитным поребриком высотой 50 см (на разводном пролёте — металлическое сварное ограждение высотой 50 см). По оси моста, на всей длине, устроена разделительная полоса. На открылках левобережного устоя с верховой и низовой сторон расположены спуски к воде с площадками, облицованные гранитом.

### Мемориальные доски

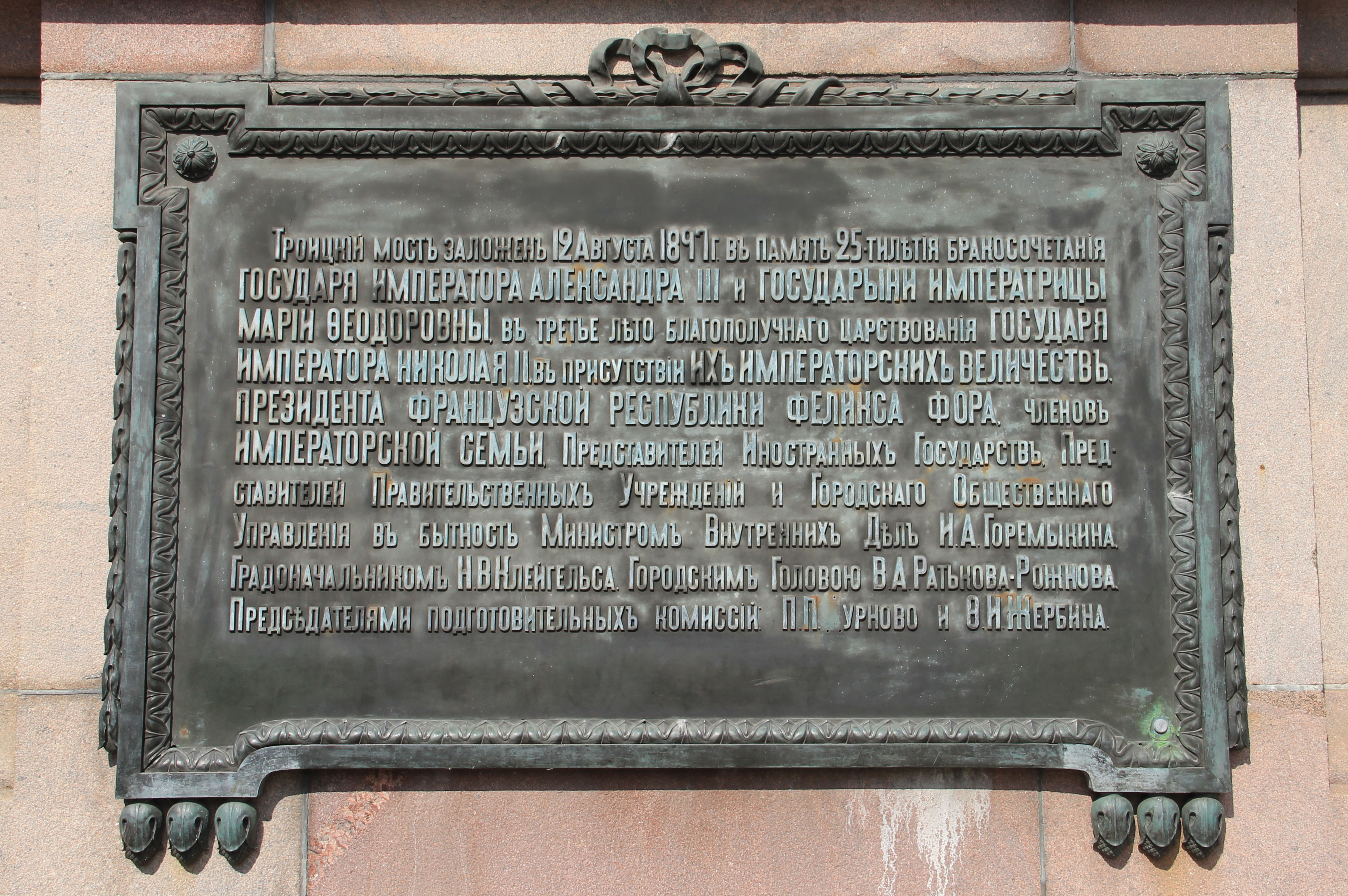
Мемориальная доска на левобережном устое моста с низовой стороны

Пьедесталы ростральных колонн-обелисков украшены мемориальными досками, посвящёнными участникам строительства моста и другим событиям, связанным с закладкой и окончанием сооружения моста.

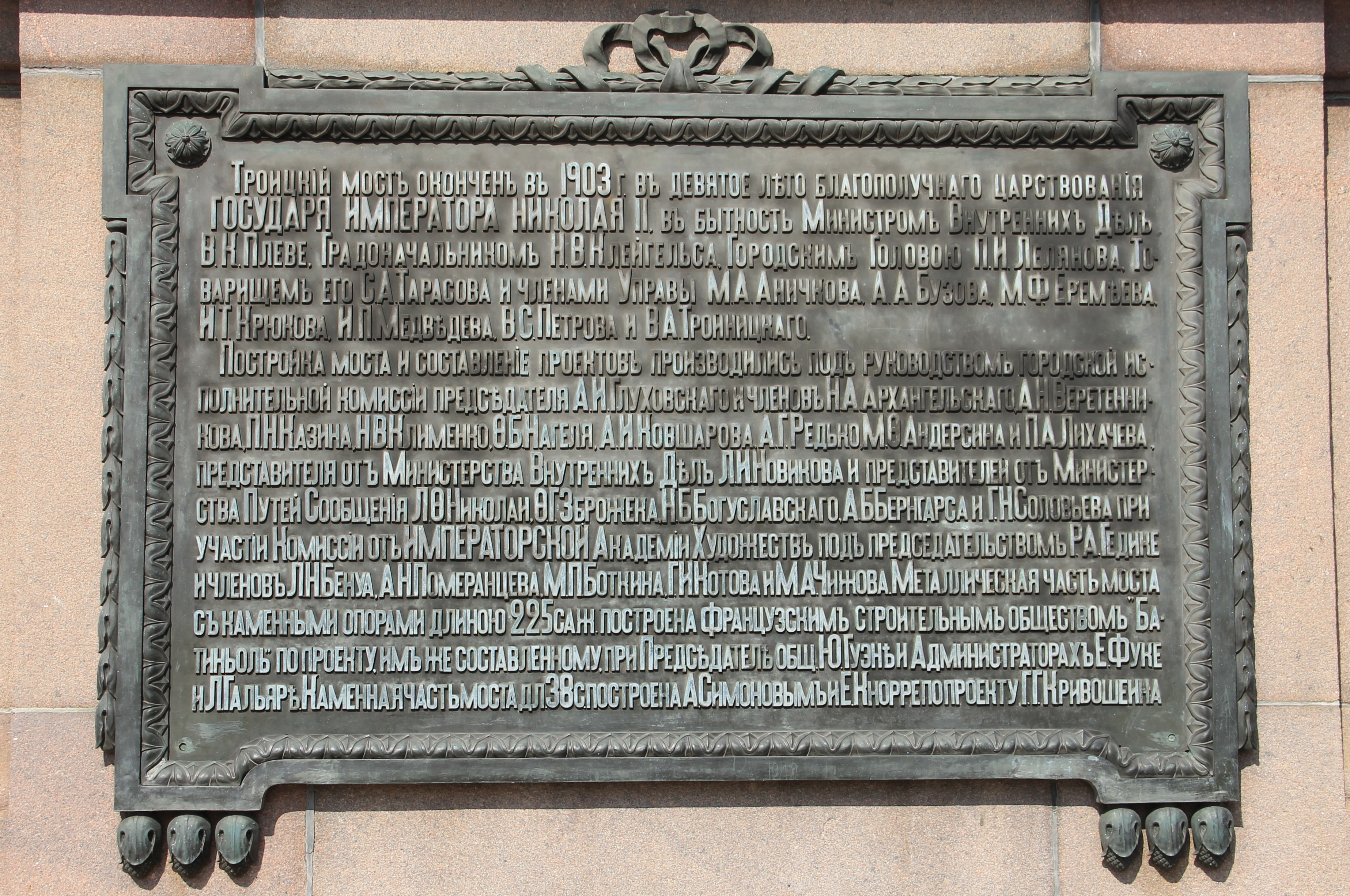
Мемориальная доска на левобережном устое моста с верховой стороны

Мемориальная доска на обелиске с низовой стороны моста:

«Троицкий мост заложен 12 августа 1897 г. в память 25-летия бракосочетания Государя Императора Александра III и Государыни Императрицы Марии Федоровны, в третье лето благополучного царствования Государя Императора Николая II, в присутствии Императорских Величеств, Президента Французской республики Феликса Фора, Членов Императорской семьи, Представителей Иностранных Государств, Представителей Правительственных Учреждений и Городского Общественного Управления в бытность Министром Внутренних дел И. А. Горемыкина, Градоначальником Н. В. Клейгельса, Городским Головою В. А. Ратькова-Рожнова, Председателями подготовительных комиссий: П. П. Дурново и Ф. И. Жербина»

Мемориальная доска на обелиске с низовой стороны моста сбоку:

«От города технический надзор за постройкою моста имели старший инспектор Б. А. Берс, инспекторы: В. А. Сокольский, Г. Г. Кривошеин, А. П. Становой и А. П. Пшеницкий»

Мемориальная доска на обелиске с верховой стороны моста:

«Троицкий мост окончен в 1903 г. в девятое лето благополучного царствования Государя Императора Николая II, в бытность Министра Внутренних дел В. К. Плеве, Градоначальником Н. В. Клейгельса, Городским головою П. И. Лелянова, товарищем его С. А. Тарасова и членами Управы М. А. Аничкова, А. Н. Бутова, М. Ф. Еремеева, И. Т. Крюкова, И. П. Медведева, В. С. Петрова и В. А. Тройницкого.

Постройка моста и составление проектов производились под руководством Исполнительной комиссии: председателя А. И. Глуховского и членов А. А. Архангельского, А. П. Веретенникова, П. Н. Казина, И. В. Клименко, Ф. Б. Нагеля, А. И. Кокшарова, А. Г. Редько, М. Ф. Андерсина и П. А. Лихачева, представителя от Министерства Внутренних дел Л. И. Новакова и представителей от Министерства Путей Сообщения Л. Ф. Николаи, Ф. Г. Зброжека, Н. Б. Богуславского, А. Б. Бернгарда и Г. Н. Соловьева при участии Комиссии от Императорской Академии Художеств под председательством Р. А. Гедике из членов Л. Н. Бенуа, А. Н. Померанцева, М. П. Боткина, Г. И. Котова и М. А. Чижова. Металлическая часть моста с каменными опорами длиною 225 сажен построена французским строительным Обществом „Батиньоль“ по проекту, им же составленному, при председателе Общества Ю. Гуэне и администраторах Е. Фуке и Л. Гальяре. Каменная часть моста длиною 38 сажен построена А. Симоновым и Е. Кнорре по проекту Г. Г. Кривошеина»

Мемориальная доска на обелиске с верховой стороны моста сбоку:

«От Строительного общества „Батиньоль“ были: строитель моста А. Флаше, консультант Н. А. Белелюбский, представитель Общества И. А. Ландау, производители работ: Л. де-Лонги, М. Бернар, С. Смирнов и В. Волков»

В 1935 году бронзовые доски на обелисках при въезде на мост со стороны Марсова поля были демонтированы и заменены на новые.
На обелиске с низовой стороны моста:

«По просьбе трудящихся Ленинграда, в память С. М. Кирова, выдающегося деятеля Коммунистической партии и Советского государства, руководителя ленинградских большевиков — этот мост 15 декабря 1934 года назван Кировским»

На обелиске с верховой стороны моста:

«Кировский (бывший Троицкий) мост заложен 12 августа 1897 года и торжественно открыт 16 мая 1903 года в день празднования двухсотлетия Петербурга.
Мост строился под руководством видных деятелей русской техники и архитектуры: Л. Н. Бенуа, М. П. Боткина, Р. А. Гедике, Г. И. Котова, Ф. Г. Зброжека, Л. Ф. Николаи, А. Н. Померанцева, А. А. Симонова, А. О. Томилина, М. А. Чижова и др.»

25 июля 1994 года при участии мэра Санкт-Петербурга А. А. Собчака, представителей фирмы «СПИ Батиньоль» и французского консульства, инженерной и архитектурной общественности города в торжественной обстановке прошла церемония открытия воссозданных мемориальных досок Троицкого моста, изготовленных за счет средств фирмы «СПИ Батиньоль». На церемонии присутствовала С. Г. Ландау, по инициативе которой был восстановлены мемориальные доски.

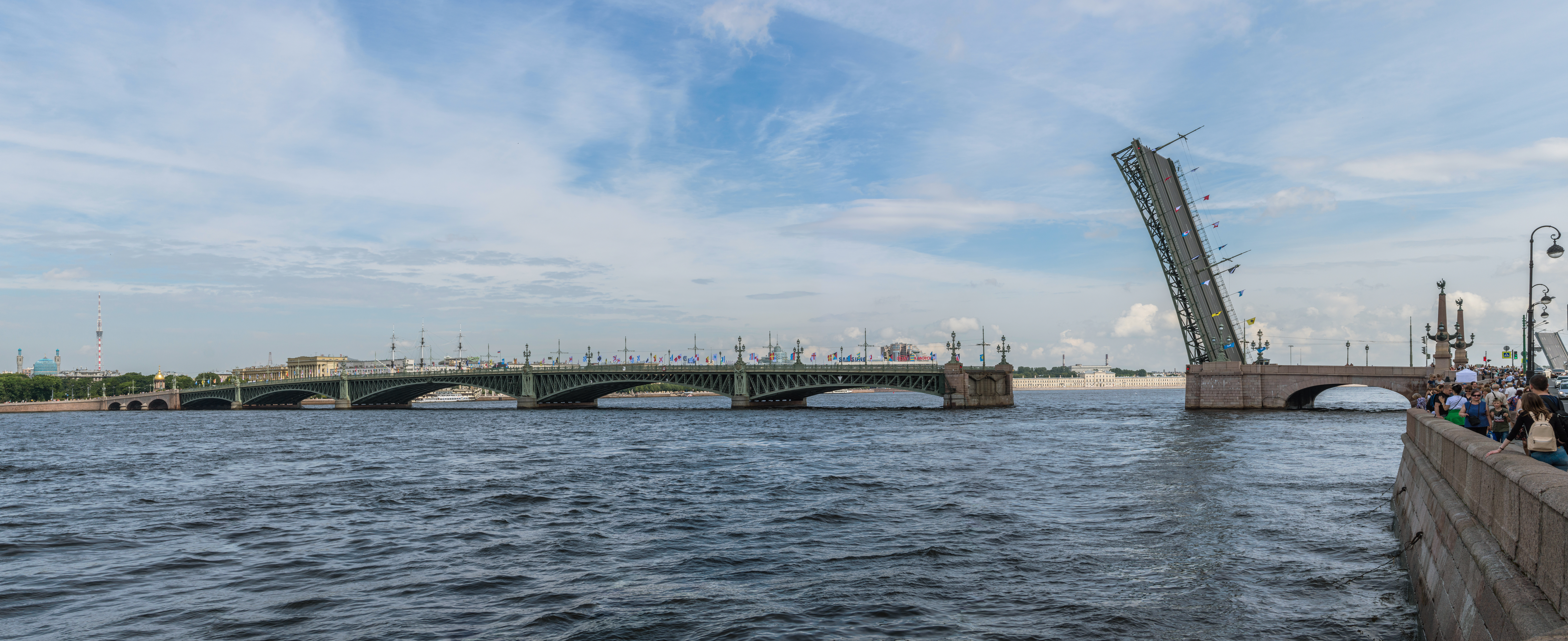
Панорама Троицкого моста во время дневной разводки